# Озёрский технологический институт
Озёрский технологический институт — высшее учебное заведение, основанное 2 сентября 1952 года, осуществляющее подготовку инженерно-технических кадров для Росатома, в качестве обособленного учебного заведения входит в структуру НИЯУ «МИФИ».

## История
2 сентября 1952 года постановлением Совета Министров СССР № 226/33 лс в закрытом городе Челябинск-40 было создано вечернее отделение №1 Московского механического института, отделение имело статус высшего учебного заведения и было создано для подготовки инженерно-технических кадров в сфере деятельности комбината № 817 МСМ СССР. Первым директором  отделения был назначен кандидат физико-математических наук Д. А. Матвеев, поддержку в становлении и развитии отделения оказывали академики А. А. Бочвар и И. В. Курчатов, руководители комбината № 817 — Б. Г. Музруков, в последующем Н. А. Семёнов и Б. В. Брохович, а также такие известные учёные как А. Д. Гельман, А. С. Никифоров,  Ю. И. Корчёмкин и Л. П. Сохина. 
В 1956 году распоряжением Совета Министров СССР к вечернему отделению №1 был присоединён в качестве структурного подразделения 
Южно-Уральский политехнический институт, созданный в 1949 году для подготовки специалистов со средне-техническим образованием. В отделение создаются девять кафедр: механики, физики, химии, высшей математики, марксизма-ленинизма, иностранных языков, электротехнических и общетехнических дисциплин, черчения, в 1962 году была создана кафедра электрификации промышленных предприятий, в 1967 году — кафедра специальных технологий под руководством А. С. Никифорова, в 1968 году — кафедра ядерной физики под руководством профессора  Г. Б. Померанцева. С 1971 года согласно распоряжению Министерства среднего машиностроения СССР в отделении обучение составляло шесть лет, из них три года по очной форме и три года в виде практической работы на предприятиях атомной промышленности. В 1994 году на отделении были открыты кафедры: прикладной математики и экономики и управления. 
В 1997 году Распоряжением Правительства Российской Федерации на базе отделения №1 был создан Озёрский технологический институт при НИЯУ «МИФИ», в его учебной структуре начали функционировать пять факультетов: химико-экологический, электромеханический, экономический, информационных технологий и повышения квалификации. На 2020 год в учебную структуру института входят девять кафедр: прикладной и высшей математики, электроники и автоматики, электрификации промышленных предприятий, экономики и управления, технологии машиностроения и машин и аппаратов химических производств, физики, гуманитарных дисциплин и химии и химических технологий. Каждый год в институте проходят обучение свыше тысячи студентов. В структуре профессорско-преподавательского состава института более 130 преподавателей из них: 7 докторов наук и профессоров и 40 кандидатов наук
С 1952 года институтом было подготовлено около 5,5 тыс. специалистов, среди выпускников института разных лет 14 человек были удостоены — Ленинской премии и Государственной премии СССР и Российской Федерации.

## Структура
Основной источник:

### Кафедры
- Кафедра прикладной математики
- Кафедра высшей математики
- Кафедра электроники и автоматики
- Кафедра электрификации промышленных предприятий
- Кафедра экономики и управления
- Кафедра технологии машиностроения и машин и аппаратов химических производств
- Кафедра физики
- Кафедра гуманитарных дисциплин
- Кафедра химии и химических технологий

## Руководство
Основной источник:
- 1952—1960 — к.ф.-м.н. Матвеев, Дмитрии Александровиче
- 1960—1972 — доцент Думанов, Марс Юнусович
- 1972—1986 — к.т.н., доцент Бочаров, Роман Викторович
- 1986—1992 — к.ф.-м.н. доцент Лисицын, Сергей Григорьевич
- 1992—2010 — к.т.н., доцент Степанов, Юрий Николаевич
- 2010—2011 — к.т.н., доцент Ларьков, Николай Степанович
- 2011—2012 — д.х.н., профессор, чл.-корр. РАН Тананаев, Иван Гундарович
- 2012—2014 — к.х.н., Фёдорова, Ольга Витальевна
- 2014 — к.т.н., Иванов, Иван Александрович

## Известные преподаватели
- Никифоров, Александр Сергеевич
- Корчёмкин, Юрий Ильич
- Померанцев, Глеб Борисович